# 2007 par pays en Océanie
Les événements de l'année 2007 en Océanie.
2005 par pays en Océanie - 2006 par pays en Océanie - 2007 par pays en Océanie - 2008 par pays en Océanie - 2009 par pays en Océanie
2005 en Océanie - 2006 en Océanie - 2007 en Océanie - 2008 en Océanie - 2009 en Océanie

## Australie
- 24 novembre : Kevin Rudd remporte les élections fédérales, et remplace John Howard au poste de premier ministre à partir du 3 décembre.
- un projet de construction d'un site de stockage de déchets nucléaires est révélé ; il doit concerner le site de Muckaty Station. Le projet suscite par la suite une forte opposition, notamment de la part du mouvement antinucléaire et des communautés aborigènes locales[1].

## Fidji
- Juin 2007 : le gouvernement accuse le haut-commissaire néo-zélandais Michael Green d'ingérence dans les affaires fidjiennes, et le déclare persona non grata, marquant une nouvelle étape dans la dégradation des relations diplomatiques entre les deux pays.

## Nauru
- 19 décembre : Marcus Stephen est élu président, après que Ludwig Scotty a été démis de ses fonctions par une motion de censure.

## Polynésie française
- 9 août 2007 : un avion de la compagnie Air Moorea, un Twin Otter, qui assure la liaison avec Tahiti s'écrase en mer quelques minutes après son décollage, causant la mort de ses vingt passagers et membres d'équipage, dans un secteur où les fonds atteignent les 1 000 m de profondeur.

## Îles Salomon
- 2 avril : un séisme frappe le pays, faisant trente morts.
- 20 décembre : Derek Sikua est élu premier ministre, après que Manasseh Sogavare a été démis de ses fonctions par une motion de censure.

## Samoa
- 11 mai : décès de Malietoa Tanumafili II, chef d'État à vie depuis 1962.

## Wallis-et-Futuna
- 7 mai : décès de Tomasi Kulimoetoke II, roi coutumier d'Uvea depuis 1959.
- 10 juin : élections législatives, Albert Likuvalu est élu député.